# Тараненко Олександр Трохимович
Олександр Трохимович Тараненко  (10 вересня 1931, місто Сталіно, тепер Донецьк — ?) — український радянський партійний діяч, секретар Одеського обласного комітету КПУ, 1-й секретар Старокозацького та Кілійського районних комітетів КПУ Одеської області, секретар партійного комітету Ізмаїльського виробничого управління Одеської області.

## Біографія
Народився в родині викладача фізики в школі Трохима Георгійовича та домогосподарки Анни Фадіївни Тараненків. Працював на різних підсобних роботах у радгоспах Сталінської області. У 1948 році закінчив середню школу.
У 1948—1953 роках — студент зоотехнічного факультету Херсонського сільськогосподарського інституту, вчений зоотехнік.
Член КПРС з 1953 року.
З 1953 року працював зоотехніком у радгоспах Херсонської області.
Потім навчався на агропедагогічному факультеті Московської сільськогосподарської академії імені Тимірязєва. Після закінчення навчання працював викладачем сільськогосподарського технікуму та сільськогосподарської школи.
У 1959—1961 роках — секретар Овідіопольського районного комітету КПУ Одеської області.
У 1961—1962 роках — 1-й секретар Старокозацького районного комітету КПУ Одеської області.
У 1962 році — 1-й секретар Кілійського районного комітету КПУ Одеської області.
У грудні 1962 — 1963 року — секретар партійного комітету Ізмаїльського виробничого управління Одеської області.
У 1963—1966 роках — інспектор ЦК КПУ.
15 лютого 1966 — 28 квітня 1981 року — секретар Одеського обласного комітету КПУ з питань сільського господарства.
У 1981—1985 роках — 1-й заступник міністра плодоовочевого господарства Української РСР.
З листопада 1985 року — заступник начальника Головного управління тваринництва Державного агропромислового комітету (Держагропрому) Української РСР.
У березні 1993—2000 роках — голова Київської міської профспілки працівників Міністерства аграрної політики України.
Потім — на пенсії в місті Києві.

## Нагороди
- орден Леніна
- орден Жовтневої Революції
- орден Трудового Червоного Прапора
- орден «Знак Пошани»
- медалі
- Почесна грамота Президії Верховної Ради Української РСР